# Wassup
Wassup (кор.: 와썹, стилизованно под WA$$UP) — южнокорейская гёрл-группа, созданная под руководством Mafia Records и Sony Music. Группа состояла из четырёх человек: Суджин, Нари, Джиа, Вунджу. Девушки дебютировали 7 августа 2013 года с синглом «Wassup». 10 февраля 2019 года группа была расформирована.

## История

### 2013: Дебют с «Hotter Than A Summer» иNom Nom Nom
3 августа 2013 года Sony Music объявил что дебютирует новую герол-группу, девушки стажировались три года с танцевальным жанром музыки и танцем жанра тверк. Sony Music сообщили: «Wassup будет отличаться от других женских групп. Они нацелены на распространение музыки хип-хопа благодаря их многочисленным действиям». 7 августа группа выпустила свой дебютный видеоклип «Wassup». Позднее они провели своё дебютное выступление на Show Champion. 4 сентября группа выпустила клип на песню «Hotter Than A Summer», трек регги, составленный Red Roc, написанный YE YO. 20 ноября 2013 года группа выпустила свой первый мини-альбом, Nom Nom Nom, наряду с музыкальным видео для сингла с одноимённым названием. У них была дебютная песня в тот же день. Nom Nom Nom вошёл в чарты корейского альбома Gaon под номером 29.

### 2014—2016: «Fire», «Shut Up U» и «Stupid Liar»
9 июня 2014 года группа выпустила музыкальное видео для сингла «Fire». Видео было снято, чтобы отпраздновать чемпионат мира по футболу 2014 года в Бразилии. В видеоролике группа играла в футбол в бразильских и южнокорейских майках. Мини-альбом Wassup’s Showtime вошёл в диаграмму корейского альбома Gaon под номером 55. 8 декабря 2014 года они выпустили музыкальное видео для «Shut Up U».
26 января 2015 года группа выпустила видео для «Stupid Liar». 25 декабря 2015 года группа выпустила рождественский клип к песне 안아줘, с их мини-альбомом, Showtime.
27 ноября 2015 года Вуджу растянула лодыжку, выполняя танцевальные движения, в результате чего последующее возвращение группы на сцену было отложено. 3 февраля 2016 года Wassup выпустил совместный сингл с Madtown и Rooftop House Studio под названием «Do You Know How I Feel» с участием Джой, бывшей участницы Rania.

### 2017 — 2019: Уходы Нада, Даин и Джинджу,ColorTVи расформирование
1 февраля 2017 года было объявлено, что Нада официально покидает группу из-за разногласий с компанией, после того как её доходы от участия в «Unpretty Rapstar» были взяты компанией и применены к её дебютному долгу. После того, как Нада попросила компанию прекратить её контракт, они отказались, в результате чего участница подала иск о насильственном прекращении её контракта. Компания объявила, что группа вернется в качестве квартета, состоящего из Нари, Джиа, Вунджу и Суджин, но не сделала никаких заявлений относительно Даин и Джинджу, что привело к слухам, о том, что девушки тоже решили покинуть компанию. 2 февраля было объявлено, что Даин и Джинджу также подали иски о прекращении своих контрактов, в результате чего компания обнаружила, что группа в целом все ещё имела 500 млн вон в дебютном долге.
31 марта Wassup выпустили трек «Dominant Woman», часть 13-го из их третьего мини-альбома под названием ColorTV, который вышел 13 апреля 2017 года.
10 февраля 2019 года агентство Mafia Records объяило, о роспуске Wassup, после расторжения контракта с участницами.

## Сольная деятельность
9 августа 2013 года главный рэпер Нада выпустила видеоклип на свою первую официальную сольную песню «Bang Bang». В 2013 году 24 сентября Sony Music выпустило 'Boys Be' рэпера KK, в записи которого, участвовали все участницы Wassup и Semi Jewelry. 26 сентября было выпущено музыкальное видео для Demion с участием Вуджу из Wassup. 18 мая 2014 года Нада появилась в песне «Domperii» Pharaoh вместе с Red Roc. 24 мая 2014 года Нада и Нари участвовали в песне «We Are The Champs» бразильской группы Champs из JS Entertainment. В марте 2015 года Нада была представлена в качестве исполнителя сингла «Pendulum» GITA. В сентябре 2015 года Wa$$upбыл записали сингл с TĀLĀ & MssingNo «Tell Me». 2 февраля 2016 года Нада выпустила свой первый микстейп «Homework». В июле 2016 года она участвовала в Unpretty Rapstar 3, проиграв Giant Pink в финале.

## Участники

### Последний состав
- Нари (кор.: 나리), настоящее имя: Ким На Ри (кор.: 김나리) родилась 5 октября 1992 г.
- Джиэ (кор.: 지애), настоящее имя: Ким Джи Э (кор.: 김지애) родилась 31 октября 1995 г.
- Суджин (кор.: 수진), настоящее имя: Бан Су Джин (кор.: 방수진) родилась 26 июня 1996 г.
- Вуджу (кор.: 우주), настоящее имя: Ким У Джу (кор.: 김우주) родилась 12 августа 1996 г.

### Бывшие
- Джинджу (кор.: 진주), настоящее имя: Пак Джиджу (кор.: 박진주) родилась 28 апреля 1990 г.
- Даин (кор.: 다인), настоящее имя: Сон Джи Ён (кор.: 송지은) родилась 25 июня 1990 г.
- Нада (кор.: 나다), настоящее имя: Юн Е Джин (кор.: 윤예진) родилась 24 мая 1991 г.

## Дискография

### Мини-альбомы
| Название    | Детали альбома                                                                                    | Позиции в чартах | Продажи     |
| Название    | Детали альбома                                                                                    | KOR              | Продажи     |
| ----------- | ------------------------------------------------------------------------------------------------- | ---------------- | ----------- |
| Nom Nom Nom | - Выпущен: 20 ноября 2013 - Лейбл: Mafia Records, Sony Music Korea - Формат: CD, digital download | 29               | - KOR: 638+ |
| Showtime    | - Выпущен: 24 ноября 2014 - Лейбл: Mafia Records, Sony Music Korea - Формат: CD, digital download | 55               | N/A         |
| Color TV    | - Релиз: 13 апреля, 2017 - Лейбл: Mafia Records, Sony Music Korea - Формат: CD, digital download  | 59               | N/A         |

### Синглы
| Название                                                         | Год  | Позиции в чартах | Альбом            |
| Название                                                         | Год  | KOR              | Альбом            |
| ---------------------------------------------------------------- | ---- | ---------------- | ----------------- |
| «Wassup»                                                         | 2013 | 175              | Nom Nom Nom       |
| «Bang Bang» (Nada solo)                                          | 2013 | —                | Nom Nom Nom       |
| «Hotter Than A Summer»                                           | 2013 | 172              | Nom Nom Nom       |
| «Nom Nom Nom» (놈놈놈)                                           | 2013 | 115              | Nom Nom Nom       |
| «La Pam Pam Pa» (라팜팜파)                                       | 2013 | 162              | Non-album singles |
| «Jingle Bell» (징글벨)                                           | 2013 | —                | Non-album singles |
| «Fire» feat. M.TySON                                             | 2014 | —                | Non-album singles |
| «Shut Up U» (시끄러워U)                                          | 2014 | —                | Showtime          |
| «Stupid Liar»feat. NiiHWA                                        | 2015 | —                | Showtime          |
| «Do You Know My Heart» (내 맘을 아냐고) with Madtown feat. Jooyi | 2016 | —                | Сингл вне альбома |
| «Dominant Woman»                                                 | 2017 | —                | Сингл вне альбома |
| «Color TV»                                                       | 2017 | —                | Color TV          |